# Капитан Феб
Капитан Феб де Шатопер [febys də ʃɑtopɛːʁ] — вымышленный персонаж и один из главных антагонистов романа Виктора Гюго 1831 года «Собор Парижской Богоматери». Он является капитаном лучников короля Людовика XI. Его имя происходит от Феба, греческого бога солнца (также называемого Аполлоном).

## В романе
В оригинальном романе Феб — антагонист. Несмотря на то, что он является человеком благородного происхождения с привлекательной внешностью, он тщеславен, ненадежен и похотлив. Он спасает Эсмеральду от Квазимодо, и она влюбляется в него. Феб делает вид, что отвечает на её чувства, но на самом деле просто вожделеет ночь страсти. Эсмеральда договаривается о встрече с Фебом и рассказывает ему о том, что любит его, и он убеждает её, что чувствует к ней то же самое. На самом деле он помолвлен со своей кузиной Флер-де-Лис де Гонделорье, злобной светской львицей, завидующей красоте Эсмеральды. Мало того, он согласился позволить архидиакону Клоду Фролло шпионить за его встречей с Эсмеральдой.
Это решение оправдывает его гибель, поскольку, когда пара готовится к сексу, ревнивый Фролло нападает на Феба и наносит ему удар в спину. Фролло быстро убегает, и Феб признаётся мертвым, а Эсмеральда, единственная присутствующая при убийстве, сама считается убийцей. Однако Феб не умер от удара и вскоре оправляется от раны. Но это не мешает Эсмеральде предстать перед судом и быть приговорённой к смертной казни за покушение на убийство и колдовство. У Феба есть власть доказать ее невиновность, но он хранит молчание, опасаясь, что его прелюбодеяние будет разоблачено. В конце романа он женится на Флер-де-Лис и наблюдает за казнью Эсмеральды практически без угрызений совести. Хотя Феб — один из немногих выживших персонажей романа, он не полностью избежал наказания, поскольку Гюго делает вывод, что брак Феба не будет счастливым.

## Адаптации
Актёры, сыгравшие Феба на протяжении многих лет в каждой адаптации романа:
| Актер                 | Версия                                          |
| --------------------- | ----------------------------------------------- |
| Рене Александр        | фильм 1911 года                                 |
| Герберт Хейс          | Любимица Парижа (фильм 1917 года)               |
| Артур Кингсли         | Эсмеральда (фильм 1922 года)                    |
| Норман Керри          | фильм 1923 года                                 |
| Алан Маршал           | фильм 1939 года                                 |
| Жан Дане              | фильм 1956 года                                 |
| Александр Дэвион      | Телевизионное мультипликационное шоу 1966 года  |
| Ричард Морант         | Телевизионный фильм 1977 года                   |
| Роберт Пауэлл         | Телевизионный фильм 1982 года                   |
| Кевин Клайн (голос)   | Диснеевский анимационный фильм 1996 года.       |
| Бенедикт Блайт        | Телевизионный фильм 1997 года                   |
| Патрик Фиори          | 1997-2002 мюзикл                                |
| Винсент Эльбаз        | пародийный фильм 1999 года                      |
| Стив Бальзамо         | Мюзикл 2000 г. — Оригинальный лондонский состав |
| Джозеф Клоска (голос) | Адаптация BBC Radio, 2008 г.                    |
| Андрей Самонский      | 2014 мюзикл                                     |
| Уилл Гриффит          | 2017 мюзикл                                     |

## Версия Диснея

### В первом фильме
В анимационной адаптации Диснея 1996 года «Горбун из Нотр-Дама» Феб выступает в роли второстепенного протагониста, а его персонаж сочетается с персонажем Пьера Гренгуара из оригинального романа Виктора Гюго. Его озвучил Кевин Клайн, а анимировал Расс Эдмондс. Он возвращается в Париж с войн, чтобы стать капитаном гвардии под командованием Фролло, по причине того, что его предшественник «немного разочаровал» Фролло. Однако Феб начинает питать сильную неприязнь к Фролло за его суровые методы и проявляет сочувствие к угнетённым и бедным, что проявляется, когда он вмешивается, чтобы помешать двум головорезам Фролло арестовать Эсмеральду за кражу денег (которые были получены честным путем), и просит остановить граждан от пыток Квазимодо на Фестивале дураков. Он влюбляется в Эсмеральду, что проявляется тем, что он хвалит ее за то, что она сражается так же, как мужчина. Они по-настоящему влюбляются (в отличие от Феба из романа, который хотел только страсти от Эсмеральды). В середине фильма, когда Фролло впадает в смертоносное безумие и сжигает почти половину города в своей безжалостной охоте на Эсмеральду, Феб испытывает всё большее отвращение к поведению Фролло. В конце концов он восстает против Фролло и противостоит тому, чтобы сжечь дом невинной семьи с самой семьёй внутри только потому, что в прошлом они давали приют цыганам, не имея никаких доказательств того, что они знают о нынешнем местонахождении Эсмеральды. Он немедленно приговаривается к смертной казни за свой мятеж и, после попытки сбежать от Фролло и его людей, почти убит стрелой и падает в реку Сену, но Эсмеральда спасает его от утопления. Эсмеральда отвозит его в Нотр-Дам и оставляет на попечение Квазимодо. Несмотря на то, что Квазимодо не доверяет ему, он и Феб объединяют усилия, чтобы найти Двор Чудес, цыганское убежище, до нападения Фролло, но все они попадают в плен, когда выясняется, что Фролло обманом заставил их помочь ему найти Двор.
В решающей битве Феб сбегает из плена, чтобы сплотить французских граждан для борьбы с головорезами Фролло и освобождения их города. Он преследует Фролло в соборе и становится свидетелем того, как Фролло и Квазимодо падают с балкона, вовремя ловя Квазимодо, чтобы спасти ему жизнь. После этого Феб отходит в сторону, чтобы дать Квазимодо шанс с Эсмеральдой, но Квазимодо видит, что Эсмеральда любит Феба, и благословляет их роман, поскольку они принимают его как настоящего друга.

### Во втором фильме
В продолжении Диснея 2002 года «Горбун из Нотр-Дама II» Феб (снова озвученный Клайном) женат на Эсмеральде, и у них есть маленький сын Зефир, который похож на него. Он продолжает служить капитаном гвардии при новом министре юстиции и расследует серию краж по всему Парижу, которые совпадают с прибытием цыганской цирковой труппы во главе с Сарушем. Его расследование приводит его к выводу, что виновниками являются Саруш и его сообщница Мадлен, что усложняет его дружбу с Квазимодо, у которого развиваются многообещающие отношения с Мадлен. Саруш обманывает Феба, заставляя его думать, что Мадлен — единственная воровка, чтобы он мог украсть Ла Фидель, самый ценный колокол Нотр-Дама. Однако в процессе Зефира похищают. Феб ведет городскую стражу, чтобы поймать Саруша, который почти сбегает, взяв в заложники Зефира. Когда Мадлен и Квазимодо спасают Зефира, Феб и его люди арестовывают Саруша. На Фестивале романтики он громко заявляет о своей непреходящей любви к жене.

### Последующие появления в Диснее
Это воплощение Фебуса дебютирует в серии Kingdom Hearts в Kingdom Hearts 3D: Dream Drop Distance, он озвучен Филом Ламарром. Его роль в игре идентична первому фильму.